# Mia madre
Mia madre (Minha Mãe (título em Portugal) ou Mia Madre (título no Brasil)) é um filme italiano do género drama, realizado e escrito por Nanni Moretti, e protagonizado por Margherita Buy, John Turturro e Giulia Lazzarini. Foi nomeado para a Palma de Ouro no Festival de Cannes de 2015. Estreou-se na Itália a 16 de abril, em Portugal a 26 de novembro, e no Brasil a 17 de dezembro de 2015.

## Sinopse
Margherita é uma realizadora que está a trabalhar num realista filme social sobre uma greve numa fábrica, chamada Noi Siamo Qui (Nós estamos aqui), que protagonizará o ator ítalo-estado-unidense Barry Huggins, como o proprietário da fábrica. Huggins consistentemente falha em suas falas, e a natureza preocupante das filmagens está exasperada com conselhos inúteis de Margherita aos seus atores. Ela termina com seu namorado, um ator, e está divorciada do pai de Livia, sua filha. Seu irmão Giovanni ajuda ela a cuidar da mãe doente Ada, uma ex-professora de latim que está hospitalizada. Margherita sente-se culpada por não ter cuidado mais de sua mãe, e reflete sobre suas relações, que muitas vezes foram frias, com sua família, amigos e colegas.

## Elenco
- Margherita Buy como Margherita

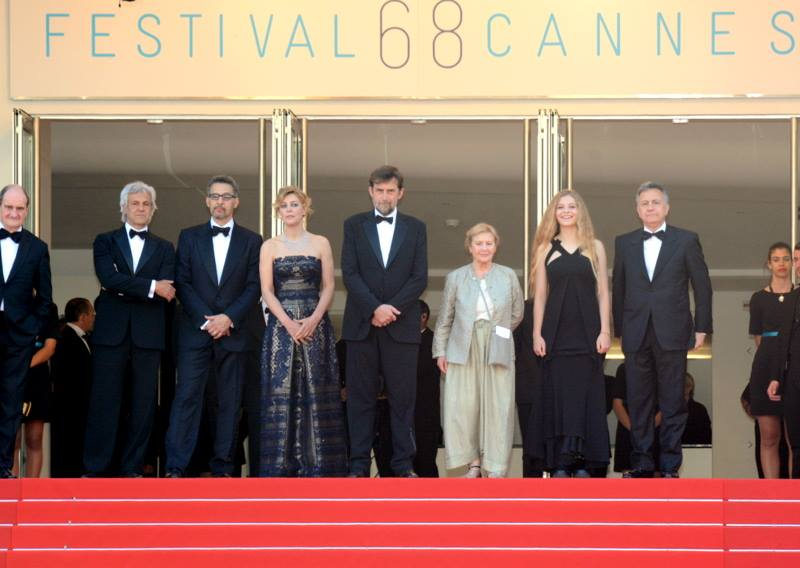
Elenco no Festival de Cannes de 2015

  - Camilla Semino Favro como Margherita (jovem)
- John Turturro como Barry Huggins
- Giulia Lazzarini como Ada
- Nanni Moretti como Giovanni
- Beatrice Mancini como Livia
- Enrico Ianniello como Vittorio
- Pietro Ragusa como Bruno
- Tony Laudadio como Produtor
- Stefano Abbati como Federico
- Anna Bellato como Atriz
- Davide Iacopini como Elgi
- Lorenzo Gioielli como Intérprete
- Tatiana Lepore como Supervisora do argumento
- Domenico Diele como Giorgio
- Renato Scarpa como Luciano

## Reconhecimentos
| Prémios e nomeações               | Prémios e nomeações        | Prémios e nomeações                                | Prémios e nomeações | Prémios e nomeações |
| Prémio                            | Categoria                  | Destinatários e nomeados                           | Resultado           |                     |
| --------------------------------- | -------------------------- | -------------------------------------------------- | ------------------- | ------------------- |
| 70º Prémios Nastro d'Argento      | Melhor Realizador          | Nanni Moretti                                      | Indicado            |                     |
| 70º Prémios Nastro d'Argento      | Melhor Produtor            | Nanni Moretti e Domenico Procacci                  | Indicado            |                     |
| 70º Prémios Nastro d'Argento      | Melhor Argumentista        | Nanni Moretti, Valia Santella, e Francesco Piccolo | Indicado            |                     |
| 70º Prémios Nastro d'Argento      | Melhor Atriz               | Margherita Buy                                     | Venceu              |                     |
| 70º Prémios Nastro d'Argento      | Melhor Edição              | Clelio Benevento                                   | Indicado            |                     |
| 70º Prémios Nastro d'Argento      | Melhor Som                 | Alessandro Zanon                                   | Indicado            |                     |
| 70º Prémios Nastro d'Argento      | Nastro d'Argento Especial  | Giulia Lazzarini                                   | Venceu              |                     |
| 68º Festival de Cannes            | Palma de Ouro              | Nanni Moretti                                      | Indicado            |                     |
| 68º Festival de Cannes            | Prémio do Júri Ecuménico   |                                                    | Venceu              |                     |
| 60º Prémio David di Donatello     | Melhor Filme               | Nanni Moretti e Domenico Procacci                  | Indicado            |                     |
| 60º Prémio David di Donatello     | Melhor Realizador          | Nanni Moretti                                      | Indicado            |                     |
| 60º Prémio David di Donatello     | Melhor Argumentista        | Nanni Moretti, Valia Santella e Francesco Piccolo  | Indicado            |                     |
| 60º Prémio David di Donatello     | Melhor Produtor            | Nanni Moretti e Domenico Procacci                  | Indicado            |                     |
| 60º Prémio David di Donatello     | Melhor Atriz               | Margherita Buy                                     | Venceu              |                     |
| 60º Prémio David di Donatello     | Melhor Atriz Secundária    | Giulia Lazzarini                                   | Venceu              |                     |
| 60º Prémio David di Donatello     | Melhor Ator Secundário     | Nanni Moretti                                      | Indicado            |                     |
| 60º Prémio David di Donatello     | Melhor Maquilhagem         | Enrico Iacoponi                                    | Indicado            |                     |
| 60º Prémio David di Donatello     | Melhor Edição              | Clelio Benevento                                   | Indicado            |                     |
| 60º Prémio David di Donatello     | Melhor Som                 | Alessandro Zanon                                   | Indicado            |                     |
| 55º Globo d'oro                   | Melhor Filme               | Nanni Moretti                                      | Indicado            |                     |
| 55º Globo d'oro                   | Melhor Argumentista        | Nanni Moretti, Valia Santella, e Francesco Piccolo | Indicado            |                     |
| 55º Globo d'oro                   | Melhor Atriz               | Margherita Buy                                     | Indicado            |                     |
| 30º Ciak d'oro                    | Melhor Realizador          | Nanni Moretti                                      | Venceu              |                     |
| 30º Ciak d'oro                    | Melhor Atriz               | Margherita Buy                                     | Venceu              |                     |
| 30º Ciak d'oro                    | Melhor Ator Secundário     | Nanni Moretti                                      | Indicado            |                     |
| 30º Ciak d'oro                    | Melhor Atriz Secundária    | Giulia Lazzarini                                   | Venceu              |                     |
| 30º Ciak d'oro                    | Melhor Produtor            | Nanni Moretti e Domenico Procacci                  | Indicado            |                     |
| 30º Ciak d'oro                    | Melhor Argumentista        | Nanni Moretti, Valia Santella, e Francesco Piccolo | Indicado            |                     |
| 30º Ciak d'oro                    | Melhor Cenário e Decoração | Paola Bizzarri                                     | Indicado            |                     |
| 30º Ciak d'oro                    | Melhor Cartaz              | Internozero comunicazione                          | Indicado            |                     |
| Prémios do Cinema Europeu de 2015 | Melhor Realizador          | Nanni Moretti                                      | Indicado            |                     |
| Prémios do Cinema Europeu de 2015 | Melhor Atriz               | Margherita Buy                                     | Indicado            |                     |